# Fiction Records
Fiction Records es un sello discográfico británico históricamente asociado a Polydor. Fue, además, el sello histórico que lanzó a la fama la banda británica The Cure y que publicó toda su discografía hasta el año 2000. Más recientemente ha editado a otros importantes grupos como Snow Patrol y los Yeah Yeah Yeahs. 
Hasta 1988 contó con el subsello A.P.B. Music Co. Ltd hasta que se renombró como Fiction Songs Ltd. el 7 de septiembre de 1988.

## La primera etapa: The Cure
El sello fue fundado en 1978 por Chris Parry, antiguo mánager de Polydor, para acoger a unos The Cure por aquel entonces jóvenes y desconocidos. El primer disco que publicaron juntos fue Three Imaginary Boys. El sello publicó en el Reino Unido todos los discos (álbumes, eps, singles, compilaciones, etc.) del grupo desde ese momento hasta 2000, año en que, tras la edición de Bloodflowers, Robert Smith decidió rescindir el contrato de 22 años que ligaba al grupo y al sello, para fichar por Geffen Records. Sin embargo, luego se editaron el recopilatorio Greatest Hits en noviembre del 2001 y el box set Join the Dots: B-Sides and Rarities, 1978-2001 en enero del 2004, en los cuales Smith tendría participación destacada.
Durante esta época, el sello editó a otros grupos notables del underground británico, como Eat y The Associates. En el álbum debut de este último participaron Robert Smith y Michael Dempsey, grupo en el que luego Dempsey decidió quedarse un tiempo al desertar de The Cure en noviembre de 1979.

## La segunda etapa: Snow Patrol
Tras permanecer inactiva durante algunos años, a raíz de la pérdida de The Cure, el sello fue relanzado en 2004 por Joe Munns, Paul Smernicki and Jim Chancellor, formalmente como un sello dentro de Polydor.
El primer lanzamiento de la "nueva" Fiction Records fue el sencillo "Run", de Snow Patrol, que entró en las listas británicas en la quinta posición, y el álbum Final Straw, que ha vendido más de 2 millones de copias.[cita requerida] En mayo de 2006, Fiction editó un segundo álbum de Snow Patrol, que se convirtió en el primer número uno de la banda. Otros grupos del sello en su época actual son, entre otros, Ian Brown, los Yeah Yeah Yeahs, The Grates, Stephen Fretwell, Humanzi, White Lies o Crystal Castles.